# Kim Sa-in
Kim Sa-in es un poeta coreano.

## Biografía
Kim Sa-in nació en Boeun, provincia de Chungcheong del Norte y estudió literatura coreana en la Universidad Nacional de Seúl. Después de pasar un tiempo en la cárcel a principios de la década de 1980, empezó a escribir poesía y cofundó la revista "Poesía y economía". Ha enseñado escritura creativa en la Universidad de Mujeres Dongduk y en la Universidad Nacional de Seúl.

## Obra
Kim Sa-in debutó en la revista Poesía y economía (Shi wa gyeongje) en 1982, durante el periodo de gobierno dictatorial. Eligió responder al sufrimiento de aquella época en vez de ignorarlo, como dejó claro en el prefacio de su primera recopilación de poesía: "son fragmentos de lágrimas de dolor y rabia sin gobierno en el corazón". El tema central de su poesía son las personas. Sus poemas tienen una forma disciplinada, pero describe en ellos a gente corriente. En palabras del poeta: "Siento el calor de la humanidad más en la inocencia que en la perfección".
Define escribir poesía como "preguntarse cosas sin fin", pero hace hincapié en que el poeta no solo hace preguntas sino que es también quien encuentra respuestas y las pone en práctica de forma activa. De la misma forma, leer poemas significa participar en el poema con todo su ser, ser una parte del poema.

## Premios
- Dotación de escritura creativa Dong-yeop (1987)
- Premio de Literatura Contemporánea (2005)
- Premio Daesan de Literatura (2006)

## Obras en coreano (lista parcial)
Poesía
- Carta escrita por la noche / Bam e sseuneun pyeonji (1999)
- Gustar en silencio / Gamanhui joa haneun (2006)

Prosa
- Un tazón de arroz caliente / Ddaddeuthan bap han geureut (2006)